# David Timmermans
David Timmermans (Verviers, 4 oktober 1993) is een Belgische voetballer die als rechtsbuiten speelt.

## Clubcarrière
Timmermans speelde in de jeugd voor RCS Verviétois en MVV Maastricht. Hij debuteerde op 10 september 2020 voor MVV in de Eerste divisie in de uitwedstrijd bij FC Den Bosch (3-1 nederlaag) als invaller na 85 minuten voor Laurent Castellana. Hij kwam in nog 3 competitiewedstrijden en de bekerwedstrijd tegen AFC Ajax in actie voor hij in de winterstop terugkeerde bij Verviétois. Begin 2012 kwam Timmermans terug bij MVV en kwam in het seizoen 2011/12 nog eenmaal in actie en kwam in het seizoen 2012/13 tot 13 inzetten waarbij hij eenmaal scoorde. In het seizoen 2013/14 speelde Timmermans wederom voor RCS Verviétois in de Derde klasse B. Hierna speelde hij drie seizoenen voor Spouwen-Mopertingen in de Vierde klasse. In het seizoen 2017/18 speelde hij voor KVV Thes Sport Tessenderlo in de Tweede klasse amateurs en keerde daarna terug bij Spouwen-Mopertingen. Vanaf het seizoen 2019/20 speelt Timmermans in Luxemburg voor FC Wiltz 71 dat uitkomt in de Éirepromotioun. Hij promoveerde in 2020 met zijn club. In 2021 ging Timmermans naar Stade Disonais.